# Клапух, Йозеф
Йозеф «Голиаф борьбы» Клапух (чеш. Josef «Zápasícím Goliáš» Klapuch; 10 февраля 1906, Збиславице, Острава-город, Богемия — 18 декабря 1985, Прага, Чехословакия) — чешский борец вольного и греко-римского стилей, серебряный призёр Олимпийских игр, двукратный призёр чемпионатов Европы, семикратный чемпион Чехословакии по греко-римской и трёхкратный чемпион Чехословакии по вольной борьбе. Также является двукратным серебряным призёром Чехословакии по тяжёлой атлетике в супертяжёлой весовой категории  

## Биография
Йозеф Клапух родился в деревне на востоке Чехии. После Первой мировой войны учился на мясника и в клубе Žižka в Брно занимался тяжёлой атлетикой.
Начал заниматься борьбой с 1926 года, когда поступил на работу в полицию в Праге. Выступал на чемпионатах страны с 1928 года, но тогда ещё не мог конкурировать с Йозефом Урбаном.
На международной арене начал выступать с 1931 года, когда занял первое место на открытом чемпионате Чехословакии по греко-римской борьбе. В том же году победил на международном турнире в Швеции. В 1934 году победил на международном турнире в Праге, занял второе место на турнире в Нюрнберге, завоевал серебряную медаль чемпионата Европы по вольной борьбе, а по греко-римской борьбе остался четвёртым. В 1935 году был четвёртым на чемпионате Европы по вольной борьбе.
На Олимпийских играх 1936 года выступал в соревнованиях как по вольной, так и по греко-римской борьбе в тяжёлом весе. По вольной борьбе Йозеф Клапух завоевал серебряную медаль, по греко-римской борьбе остался седьмым.
См. таблицу турнира (вольная борьба)
См. таблицу турнира (греко-римская борьба)
В 1937 году завоевал бронзовую медаль чемпионата Европы по греко-римской борьбе, а по вольной борьбе остался пятым. С 1938 года на международной арене не выступал.
Всю жизнь проработал в полиции Праги. Получил некоторую известность как актёр, снимаясь в эпизодических ролях. С 1931 по 1938 год снялся в восьми фильмах.
Умер в 1985 году.